# Ратлеџ (Тенеси)
Ратлеџ (енгл. Rutledge) град је у америчкој савезној држави Тенеси.

## Демографија
По попису из 2010. године број становника је 1.122, што је 65 (-5,5%) становника мање него 2000. године.
| Група             | 2000.         | 2010.         |
| Белци             | 1.143 (96,3%) | 1.051 (93,7%) |
| Афроамериканци    | 24 (2,0%)     | 21 (1,9%)     |
| Азијати           | 1 (0,1%)      | 4 (0,4%)      |
| Хиспаноамериканци | 12 (1,0%)     | 35 (3,1%)     |
| Укупно            | 1.187         | 1.122         |